# フロンティアホールディングス
株式会社フロンティアホールディングスは、2007年10月創業の大阪府大阪市都島区に本社を置く不動産会社である。

## 概要
不動産仲介事業を取り扱う企業として大阪府門真市にて創立。その後、本店、南大阪店、枚方店、奈良店、神戸西店、京都店、橿原店、姫路店、東大阪店、尼崎店、西宮店、大津店、東灘店を展開。不動産仲介事業の他、現在ではリフォーム事業（株式会社フロンティア建築工房）、戸建住宅事業（株式会社フロンティア都市開発）、その他事業（各種保険の提案、中古車の買取、人事コンサルティング）を展開している。
Great Place to Work Institute Japan（GPTWジャパン）が行っている「働きがいのある会社」ランキング2019年、2020年に小規模部門（25‐99人）にて連続受賞、2021年以降は中規模部門（100-999人）にて受賞しており、2023年は同部門において第12位を受賞、2024年は第4位を受賞、2025年は第3位を受賞。また同社の「働きがいのある会社」女性ランキングにおいて、2023年～2025年まで3年連続第1位を受賞した。

## 沿革
- 2007年（平成19年）10月 - 不動産仲介事業を目的として、株式会社フロンティア不動産販売　門真店を創業。

- 2012年（平成24年）7月 - 戸建住宅事業の本格稼働に向け、株式会社フロンティアホーム（現・フロンティア都市開発）を設立。
- 2013年（平成25年）
  - 6月 - 株式会社フロンティア不動産販売　本店を設立。
  - 11月 - 株式会社フロンティア不動産販売 枚方店（現・フロンティア住宅販売）を設立
- 2014年（平成26年）
  - 6月 - フロンティア不動産販売 南大阪店を設立。
  - 9月 - フロンティア不動産販売 奈良店を設立。
- 2015年（平成27年）12月 - フロンティア不動産販売 門真店を株式会社フロンティアネットワークへ商号変更。
- 2016年（平成28年）1月 - フロンティア不動産販売の本店を守口市にリニューアルオープン。
- 2017年（平成29年）
  - 1月 - フロンティア不動産販売 神戸店を設立。 　　　　　　　　　　　　　　　　　　　　　　　　　　　　　　
  - 6月
    - リフォーム事業の本格稼働に向け、株式会社フロンティア建築工房を設立。
    - 株式会社フロンティアネットワークを株式会社フロンティアホールディングスへ商号変更。

  - 7月 - 株式会社フロンティア不動産販売 本店、枚方店、南大阪店、奈良店、神戸店、株式会社フロンティアホーム、以上5社を完全子会社化。
- 2018年（平成30年）
  - 1月 - フロンティアホールディングスを京橋に移転し、業務の効率アップを目的に物件入力センターを設置。
  - 5月 - 社内の育成体制の強化に向けて、利他塾株式会社を完全子会社化
- 2020年（令和2年）
  - 1月 - 株式会社フロンティア不動産販売 京都店（現・フロンティアホーム）を設立。
  - 5月 - 株式会社フロンティア不動産販売 橿原店（現・ハウスサポート）を設立。 　　
  - 10月
    - 株式会社フロンティア不動産販売 東大阪店（現・フロンティアホーム）を設立。
    - 株式会社フロンティア不動産販売 姫路店（現・フロンティア住宅販売）を設立。
- 2021年（令和3年）
  - 1月
    - 保険商品および住宅ローンの見直し等を提案するファイナンシャルプランニング業務を開始。
    - 中古住宅を買取り、リフォーム販売を行う買取再販業務をフロンティア建築工房にて開始。
    - 株式会社ユーポスに加盟し、中古車の買取・販売を行う自動車買取業務を開始。

  - 12月
    - 株式会社フロンティア不動産販売 枚方店を株式会社フロンティア住宅販売に商号変更。
    - 株式会社フロンティア不動産販売 京都店を株式会社フロンティアホームに商号変更。
    - 株式会社フロンティア不動産販売 橿原店を株式会社ハウスサポートに商号変更。
    - 株式会社フロンティアホームを株式会社フロンティア都市開発に商号変更。
- 2022年（令和5年）
  - 4月 - 株式会社フロンティアホーム　尼崎店をオープン。
  - 9月 - 東京証券取引所TOKYO PRO Marketへ上場。
- 2024年（令和6年）
  - 1月 - 株式会社フロンティア不動産販売 奈良店を奈良市宝来町にリニューアルオープン。
  - 2月 - 株式会社フロンティア不動産販売 西宮店をオープン。
  - 6月 - 株式会社フロンティア不動産販売 大津店をオープン。
  - 10月 - 株式会社フロンティア住宅販売 東灘店をオープン。
- 2025年（令和7年）
  - 3月
    - 利他塾株式会社を株式会社フロンティアキャリアに商号変更。
    - 一般財団法人フロンティア学生支援財団を設立。

## グループ企業
- 株式会社フロンティア不動産販売（事務所：本店・南大阪店・奈良店・神戸西店・西宮店・大津店）
- 株式会社フロンティア住宅販売（事務所：枚方店・姫路店・東灘店）
- 株式会社フロンティアホーム（事務所：京都店・東大阪店・尼崎店）
- 株式会社ハウスサポート（事務所：橿原店）
- 株式会社フロンティア建築工房
- 株式会社フロンティア都市開発
- 株式会社フロンティアキャリア
- 一般財団法人フロンティア学生支援財団

## グループ事業内容
- 不動産仲介事業
  - 大阪、京都、奈良、兵庫、滋賀に拠点を置き、主に新築戸建、中古戸建、中古マンションの仲介を行っている。センチュリー21ジャパンに加盟している。
- リフォーム事業
  - 不動産仲介事業を営むエリアを中心として、中古物件を購入した顧客からの依頼によりリフォームや買取再販を行っている。不動産仲介営業が顧客のニーズをヒアリングし、リフォームプランナーと情報共有することで、顧客に合ったプラン提案を行えることが強み[要出典]。

- 戸建住宅事業
  - 不動産仲介事業を営むエリアを中心として、住宅の開発、建築及び販売を行っている。
- その他事業
  - 不動産を購入した顧客に対して、火災保険や生命保険の取次の他、家電機器や中古車の販売も行っている。また、子会社において人材育成、教育研修等の人事コンサルティング業務を行っている。

## 加盟団体
- 株式会社センチュリー21ジャパン
- 公益社団法人全日本不動産協会
- 公益社団法人不動産保証協会
- 社団法人近畿圏不動産流通機構
- 株式会社ユーポス

## その他
採用活動では、経営理念に共感する人物を採用するマッチング採用を行っている。また、インターンや選考についても”採用する”というだけではなく、”学生の成長に繋がる”という目的を持って採用活動を行っており、インターンや選考を合わせ、年間約1,000人以上の学生と関わりを持っている。